# باودينست
بودينست Baudienst (من الألمانية، "خدمة البناء")، الاسم الكامل باللغة الألمانية Baudienst im Generalgouvernement (خدمة البناء في الحكومة العامة)، كانت منظمة للعمل القسري التي أنشأتها ألمانيا النازية في أراضي الحكومة العامة في بولندا المحتلة خلال الحرب العالمية الثانية. كانت Baudienst تابعًا لـ خدمات عمال الرايخ.

## التكوين والأنشطة
تم إنشائها في 1 ديسمبر 1940، في الأصل في مقاطعة كراكوف التابعة للحكومة العامة، لكنها امتدت في النهاية لتشمل جميع مناطق المنطقة المشكلة حديثًا، باستثناء منطقة وارسو. كان هدف بودينست هو تزويد الرايخ الثالث بمجموعة كبيرة من القوى العاملة المكونة من العمال القسريين.  
كان يحق لعمال بودينست السكن وحصص الإعاشة وملابس العمل والرعاية الطبية، وأجور قدرها 1 زلوتي يوميًا (الأجر الذي لم يتغير قط، على الرغم من التضخم المتزايد). مع مرور الوقت، تدهورت ظروف العمل، حيث كان سكن العمال ثكنات ذات نوعية رديئة (لم تكن أولوية على الإطلاق)، وتم تخفيض حصص الغذاء والملابس.  تم سجن العمال المعاقبين في معسكر العمل ليبان في كراكوف ( محجر ليبان). 